# Affenfußratten
Die Affenfußratten (Pithecheir) sind eine Nagetiergattung aus der Gruppe der Altweltmäuse (Murinae). Die Gattung umfasst zwei Arten.

## Allgemeines
Affenfußratten erreichen eine Kopfrumpflänge von 12 bis 18 Zentimetern, hinzu kommt noch ein 16 bis 22 Zentimeter langer Schwanz. Ihr Gewicht beträgt rund 60 bis 150 Gramm. Ihr langes, weiches Fell ist am Rücken rötlichbraun gefärbt, der Bauch ist weiß. Die Hinterbeine sind an die baumbewohnende Lebensweise angepasst, die erste Zehe ist daumenartig entwickelt und opponierbar, der Daumen ist hingegen sehr klein. Der lange Schwanz kann als Greifschwanz eingesetzt werden.
Diese Nagetiere leben in Südostasien, sie bewohnen die Malaiische Halbinsel und Java. Ihr Lebensraum sind dichte Wälder bis in 1600 Meter Seehöhe. Sie sind nachtaktiv und ziehen sich tagsüber in runde, selbstgemachte Blätternester zurück, die sie in Astgabeln oder Baumhöhlen errichten. Sie sind geschickte Kletterer und leben meist auf Bäumen. Ihre Nahrung besteht aus grünem Pflanzenmaterial.

## Systematik
Die Affenfußratten sind laut Wilson & Reeder (2005) Namensgeber der Pithecheir-Gattungsgruppe, einer südostasiatischen Radiation der Altweltmäuse, die daneben noch die Sulawesi-Weichratten (Eropeplus), die Kleezahn-Riesenratten (Lenomys), die Grauen Baumratten (Lenothrix), die Margareta-Ratten (Margaretamys) sowie die Art Borneo-Greifschwanzratte umfasst.
Es sind zwei Arten bekannt:
- Java-Affenfußratte (Pithecheir melanurus) kommt nur im Westen der Insel Java vor.
- Malaya-Affenfußratte (Pithecheir parvus) lebt auf der Malaiischen Halbinsel.

P. melanurus wird von der IUCN als gefährdet (vulnerable) gelistet, für P. parvus gibt es keine genauen Daten.